# Teodora da Grécia e Dinamarca
Teodora da Grécia e Dinamarca (em grego: Πριγκίπισσα Θεοδώρα της Ελλάδας και Δανίας; Corfu, 30 de maio de 1906 – Büdingen, 16 de outubro de 1969) foi a segunda filha do príncipe André da Grécia e Dinamarca e da princesa Alice de Battenberg, e esposa de Bertoldo, Marquês de Baden.

## Família
Teodora era irmã do príncipe Filipe, Duque de Edimburgo, originalmente príncipe Filipe da Grécia e Dinamarca, o marido e consorte da rainha Isabel II do Reino Unido. Tinha também três irmãs:
- Margarida da Grécia e Dinamarca;
- Cecília da Grécia e Dinamarca; e
- Sofia da Grécia e Dinamarca.

## Casamento e filhos
Teodora casou-se com Bertolo de Baden, a 17 de Agosto de 1931 em Neues Schloß, Baden-Baden, Alemanha. Tiveram três filhos:
| Nome                    | Nascimento          | Morte                 | Observações                                                                                            |
| ----------------------- | ------------------- | --------------------- | --- |
| Margarida de Baden      | 14 de julho de 1932 | 15 de janeiro de 2013 | Casou-se em 1957 com o príncipe Tomislav da Jugoslávia de quem se divorciou em 1982; com descendência. |
| Maximiliano de Baden    | 3 de julho de 1933  |                       | Casou-se em 1966 com a a arquiduquesa Valerie da Áustria; com descendência.                            |
| Luís Guilherme de Baden | 16 de março de 1937 |                       | Casou-se em 1967 com a princesa Anna Maria von Auersperg-Breunner; com descendência.                   |

## Morte
Teodora morreu a 16 de outubro de 1969 em Büdingen, Alemanha. Viveu mais 6 anos do que o marido. A sua mãe, a Princesa Alice, morreu apenas cinco semanas depois a 5 de dezembro de 1969.